# Groot en Klein Duivendrechtsepolder
De Groot en Klein Duivendrechtsepolder, of "Duivendrechter", is een uit twee gedeelten bestaande polder ten zuiden van het centrum van Amsterdam. Het noordelijke deel van de Groot Duivendrechtsepolder maakt deel uit van het stadsdeel Amsterdam-Oost en het overige gedeelte en de Klein Duivendrechtsepolder van de Gemeente Ouder-Amstel.
De Groot Duivendrechtsepolder ligt ten zuiden van de Watergraafsmeer, ten noorden van de Klein Duivendrechtsepolder, ten oosten van de 
Amstel en ten westen van de Venserpolder. De Klein Duivendrechtsepolder ligt ten zuiden van de Groot Duivendrechtsepolder, ten noorden van de Bullewijker en Holendrechter polder en de Bullewijk en ten oosten van de Amstel en ten westen van de West Bijlmerpolder.     

## Geschiedenis
Oorspronkelijk waren beide polders één geheel en bestaat al bijna 1000 jaar. Rond 1600 werd de  Duivendrechtse polder in tweeën gedeeld omdat in de Klein Duivendrechtsepolder turf is gewonnen en in de Groot Duivendrechtse polder niet waardoor het maaiveld daar hoger ligt. Op 22 juli 1638 verkregen de ingelanden  octrooi tot bedijking van de Klein Duivendrechtsepolder en een deel van de Binnenbullewijk. Aan de Amstel verschenen twee windmolens waaronder "De Zwaan" die de Klein Duivendrechtse en de Binnenbullewijkerpolder bemaalde. In 1879 werden de Klein Duivendrechtsepolder en de West Bijlmerpolder samengevoegd tot de "Verenigde Kleine Duivendrechtse en West Bijlmerpolder". Rond 1900 zijn de uitgeveende gronden drooggemaakt en ontstond een nieuwe polder de "Nieuwe Bullewijk". In 1910 kwam een stoomgemaal ingebruik ter vervanging van de windmolens waarvan "De Zwaan" nog steeds bestaat. 
De bouw van de spoorlijn in 1843 was de eerste doorsnijding van de gemeente Ouder-Amstel en in 1953 volgde Rijksweg 2 waardoor Duivendrecht en Ouderkerk werden gescheiden. Tot 1 januari 1921 behoorden beide polders tot de gemeente Ouder-Amstel maar op 1 januari 1921 werd het noordelijke gedeelte van de Groot Duivendrechtsepolder, het zogeheten "Hoge land", door Amsterdam geannexeerd globaal het gebied tussen de Omval en de huidige Rijksweg 10 en in het westen ook de Spoorlijn Weesp - Leiden. De West Bijlmerpolder heeft echter bestuurlijk nooit onder Ouder-Amstel gevallen maar viel tot 1966 onder de gemeente Weesperkarspel en sindsdien onder Amsterdam.

## Tegenwoordig
In het noorden van de Groot Duivendrechtsepolder ligt in het gedeelte dat onder Amsterdam valt de Omval, het gebied tussen de spoorlijn   en de Weespertrekvaart en de industriewijk Overamstel. In het gedeelte dat onder Ouder-Amstel valt ligt in het oosten het dorp Duivendrecht met ten westen daarvan het industrieterrein Amsterdam-Duivendrecht. In het uiterste zuidwesten van de Klein Duivendrechtsepolder ligt het tot de gemeente Ouder-Amstel behorende noordoostelijke deel van Ouderkerk aan de Amstel. 
Het gebied maakt deel uit van de Amstelscheg en wordt doorsneden door Rijksweg 2 en Rijksweg 9. Verder hebben het zuidelijk gedeelte van de Groot Duivendrechtsepolder en de gehele Klein Duivendrechtsepolder een hoofdzakelijk agrarische karakter maar ook een belangrijke recreatieve bestemming. Er bevinden zich er onder meer golfbanen, sportvelden, volkstuinen en fiets en wandelpaden.   